# Peter Gandy (Leichtathlet)
Peter Gandy (* 2. September 1961) ist ein ehemaliger australischer Sprinter.
1981 siegte er bei den Pacific Conference Games über 100 und 200 Meter.
Bei den Commonwealth Games 1982 in Brisbane erreichte er über 100 Meter das Halbfinale und wurde Vierter in der 4-mal-100-Meter-Staffel.
1981 wurde er Australischer Meister über 100 Meter und 1982 über 200 Meter.

## Persönliche Bestzeiten
- 100 m: 10,34 s, 11. Januar 1982, Adelaide
- 200 m: 20,66 s, 24. Januar 1981, Auckland